# Manning Kimmel
Manning Marius Kimmel, född 22 april 1913 i Washington D.C., död omkring 26 juli 1944 nära Palawan i Filippinerna, var en officer i USA:s flotta under andra världskriget och son till amiral Husband Kimmel. Kimmel tjänstgjorde som sekond på flera ubåtar och blev senare befälhavare för USS Robalo. Kimmel rapporterades som död när USS Robalo sjönk nära ön Palawan. 